# Þorkell Sigurbjörnsson
Þorkell Sigurbjörnsson (transkribiert Thorkell Sigurbjörnsson; * 16. Juli 1938 in Reykjavík; † 30. Januar 2013 in Kópavogur) war ein isländischer Komponist.

## Leben
Þorkell war der Sohn des Theologieprofessors und späteren Bischofs Sigurbjörn Einarsson und seiner Frau Magnea Þorkelsdóttir. Er begann seine musikalische Ausbildung 1946 am Konservatorium von Reykjavík mit dem Hauptfach Klavier sowie Geige und Orgel im Nebenfach. Ab 1957 studierte er Komposition an der Hamline University bei Russel G. Harris. Nach dem Abschluss als Bachelor 1959 ging er an die University of Illinois, wo er elektronische Musik bei Lejaren Hiller und Kenneth Gaburo studierte. Bei den Darmstädter Ferienkursen 1962 besuchte er Kurse von György Ligeti und Pierre Boulez.
Ab 1961 unterrichtete Þorkell Klavier, Musiktheorie, Komposition und Musikgeschichte am Konservatorium von Reykjavík. Unter anderem studierten Hreiðar Ingi Þorsteinsson, Karólína Eiríksdóttir, Úlfar Ingi Haraldsson und Hugi Gudmundsson bei ihm. Ab 1962 moderierte er auch Musikprogramme beim staatlichen isländischen Rundfunk Ríkisútvarpið. Als aktiver Musiker unternahm er Konzerttourneen mit dem kanadischen Flötisten Robert Aitken und dem Cellisten Hafliði Hallgrímsson. Von 1963 bis 1967 leitete er die Musikgruppe Musica Nova, die sich der Etablierung der avantgardistischen Musik in Island widmete.
Daneben war er von 1969 bis 1983 Sekretär und dann bis 1987 Vorsitzender des isländischen Komponistenverbandes (Tónskáldafélag Íslands) und von 1982 bis 1986 Vorsitzender des isländischen Künstlerverbandes (Bandalag íslenskra listamanna). In den 1980er Jahren war er verantwortlich für die Kunst- und Musikbiennalen in Reykjavík. Als Komponist schuf er mehr als 300 Werke, vom Kinderlied bis zum sinfonischen Orchesterwerk. Von ihm stammt die Melodie des von seinem Vater gedichteten Abendlieds Die Sonne sinkt ins Meer. Es wurde in der deutschen Fassung von Fritz Baltruweit in das Beiheft zum Evangelischen Gesangbuch aufgenommen (EG+ 149). 
1993 wurde er mit dem Ritterkreuz des isländischen Falkenordens ausgezeichnet.